# Siboglinum vinculatum
Siboglinum vinculatum är en ringmaskart som beskrevs av Ivanov 1960. Siboglinum vinculatum ingår i släktet Siboglinum och familjen skäggmaskar. Inga underarter finns listade i Catalogue of Life.